# Modular Audio Recognition Framework
Modular Audio Recognition Framework (MARF) はオープンソースの研究プラットフォームであり、音声および筆記の各種自然言語処理 (NLP) アルゴリズムをJavaでモジュール式に実装し、新たなアルゴリズムの追加も可能な拡張性のあるソフトウェアフレームワークとしたものである。アプリケーションソフトウェアのライブラリやプラグインとして利用できる。使用例を示すためのアプリケーションの具体例がいくつか付属している。詳細なマニュアルとjavadoc形式のAPIリファレンスもあり、比較的文書が揃っている。MARFと関連する技術文書はBSDライセンスでリリースされている。